# Cunhambebe
Cunhambebe (? - c. 1555) fue un famoso jefe indígena brasileño Tupinambá, habiendo sido la máxima autoridad entre todos los líderes tamoios de la región entre Cabo Frío (Río de Janeiro) y Bertioga (São Paulo). También fue aliado de los franceses que se instalaron en la Bahía de Guanabara en 1555, en el proyecto de Francia Antártica. Se menciona en la obra del religioso francés André Thévet "Les singularitez de la France Antarctique" y en la obra del aventurero alemán Hans Staden "Historia verdadera...". El jefe tamoio, en los rituales caníbales de su tribu, habría devorado a más de sesenta portugueses.

## Etimología
Según el tupinólogo Eduardo de Almeida Navarro, el nombre de "Cunhambebe" deriva del término tupi kunhãmbeba, que significa "mujer plana, sin pechos, con pechos muy pequeños", de la unión de kunhã(mujer) y mbeba(plana). Sería una alusión al pecho musculoso y desarrollado de Cunhambebe. Teodoro Sampaio dice que "Cunhambebe" significa "el tartamudo" en tupí, pero dicha etimología es considerada fantasiosa por Eduardo de Almeida Navarro. 

## Biografía

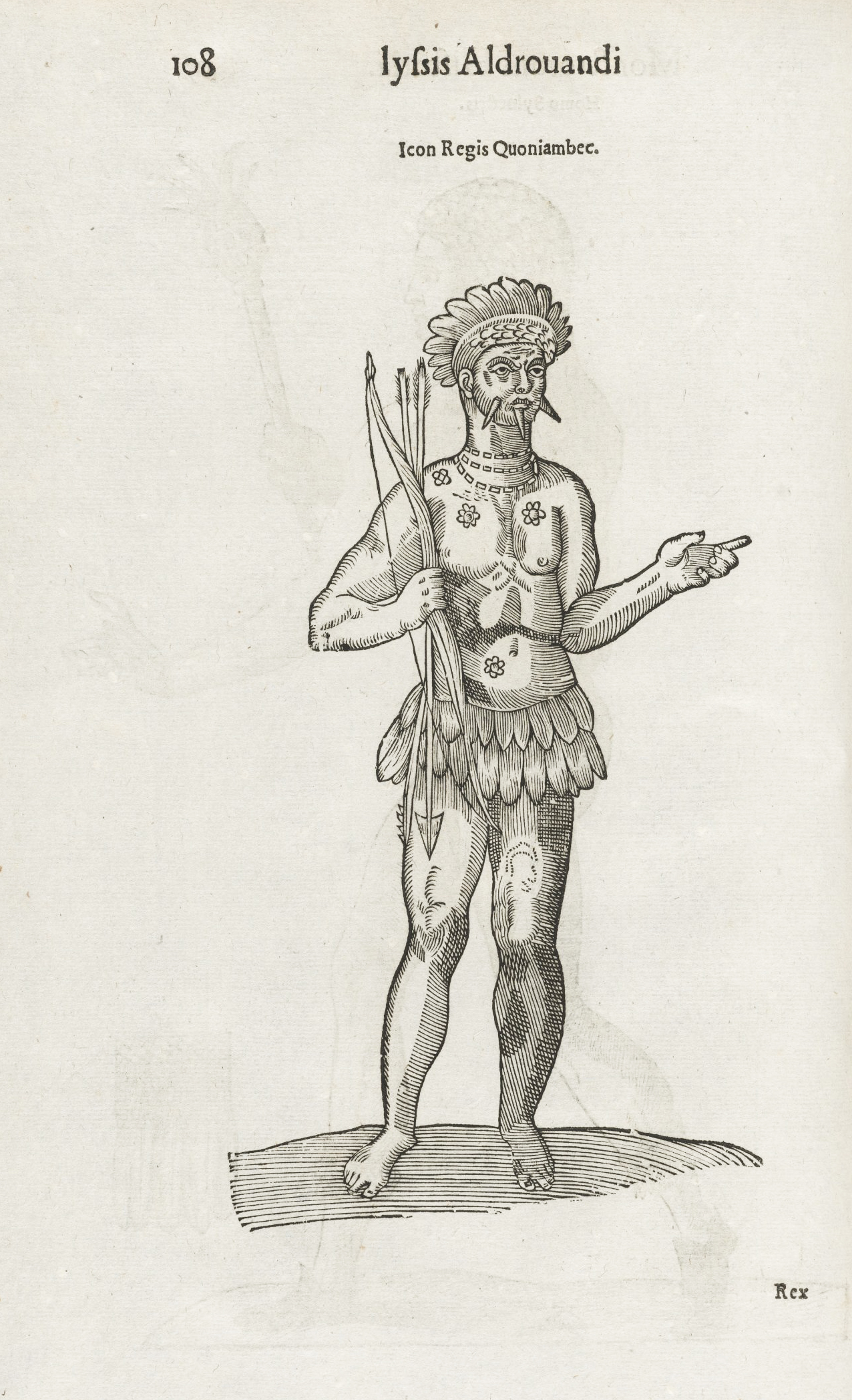
Representación de 1642

Según Capistrano de Abreu, no había uno, sino dos Cunhambebes: padre e hijo. El padre habría sido el famoso guerrero que Hans Staden conoció en la Sierra de Ocaraçu (actual sierra de Cairuçu, al sur de Paraty, en la región de Trindade). Se supone que André Thevet también conoció a este Cunhambebe. Murió de "peste" (probablemente viruela) tras la llegada de los colonos franceses de Nicolas Durand de Villegagnon a la Bahía de Guanabara. 
Algunos años después de la muerte de este Cunhambebe, se dice que el sacerdote José de Anchieta se reunió con el hijo de Cunhambe en Yperoig (actual ciudad de Ubatuba) para las negociaciones que dieron lugar al Armisticio de Yperoig - el primer tratado de paz conocido en el continente americano, Puso fin a la llamada Confederação dos Tamoios, que amenazaba a São Vicente y la supremacía portuguesa en el sur de Brasil.
Tras pacificar a los indios de los alrededores de São Vicente, los portugueses atacaron a los franceses, que se habían instalado en la bahía de Guanabara, diezmando a las tribus tupinambá que vivían allí. Lo mismo ocurrió en Cabo Frío, donde sobrevivieron los tupinambás de Ubatuba, que, huyendo al interior o mezclándose con los colonos de Ubatuba, dieron origen a los actuales  caiçaras, en la región del litoral norte de São Paulo.
A principios del siglo XVII, ya no había tupinambá en la región de Río de Janeiro (estado), salvo los convertidos al catolicismo y los utilizados como sirvientes por los portugueses.